# ドラマホリック!
『ドラマホリック!』は、テレビ東京系列（TXN）で、2019年10月17日から2021年9月30日まで毎週木曜日0:12 - 0:52に放送されていた連続ドラマ枠である。テレビ東京とジェイ・ストームの共同制作で、作品によって外部制作会社が加わることがある。主演はすべてジャニーズ事務所所属タレント。2021年4月より9月まで放送枠が12分繰り上がり、木曜 0:00 - 0:40（水曜深夜）となった。
2021年10月改編で廃枠となった。

## 放送作品リスト
外部制作プロダクションの記号は以下の通り。
- SB - スタジオブルー
- DD - ドラマデザイン社
- AX - 日テレアックスオン（AX-ON）
- IC - The icon
- FE - ファインエンターテイメント
- TV - 東映ビデオ

|        | タイトル               | 放送期間                                | 話数   | 主演                                                              | 制作   | 原作                   | 備考                                |
| 2019年 | 2019年                 | 2019年                                  | 2019年 | 2019年                                                            | 2019年 | 2019年                 | 2019年                              |
| ------ | ---------------------- | --------------------------------------- | ------ | ----------------------------------------------------------------- | ------ | ---------------------- | ----------------------------------- |
| 1      | 死役所                 | 10月17日 - 12月19日                     | 全10話 | 松岡昌宏（TOKIO）                                                 | SB     | あずみきし             | 2020年6月4日から8月6日まで再放送。  |
| 2020年 |                        |                                         |        |                                                                   |        |                        |                                     |
| 2      | 僕はどこから           | 01月09日 - 03月19日                     | 全11話 | 中島裕翔（Hey! Say! JUMP）                                        | DD     | 市川マサ               |                                     |
| 3      | レンタルなんもしない人 | 04月09日 - 05月28日 09月10日 - 10月01日 | 全12話 | 増田貴久（NEWS）                                                  |        | レンタルなんもしない人 | 6月4日放送予定分より一時中断。      |
| 4      | メンズ校               | 10月08日 - 12月24日                     | 全12話 | なにわ男子                                                        | AX     | 和泉かねよし           | 当初は7月クールでの放送予定だった。 |
| 2021年 |                        |                                         |        |                                                                   |        |                        |                                     |
| 5      | ゲキカラドウ           | 01月07日 - 03月25日                     | 全12話 | 桐山照史（ジャニーズWEST）                                        | IC     |                        |                                     |
| 6      | DIVE!!                 | 04月15日 - 07月01日                     | 全12話 | 井上瑞稀（HiHi Jets） 髙橋優斗（HiHi Jets） 作間龍斗（HiHi Jets） | FE     | 森絵都                 |                                     |
| 7      | ただ離婚してないだけ   | 07月08日 - 09月30日                     | 全12話 | 北山宏光（Kis-My-Ft2）                                            | TV     | 本田優貴               |                                     |

## ネット局
定期ネット局
| 放送対象地域   | 放送局         | 系列                          | 放送日時（JST）              | ネット状況 | 備考                             |
| -------------- | -------------- | ----------------------------- | ---------------------------- | ---------- | -------------------------------- |
| 関東広域圏     | テレビ東京     | テレビ東京系列                | 木曜 0:00 - 0:40（水曜深夜） | 制作局     |                                  |
| 大阪府         | テレビ大阪     | テレビ東京系列                | 木曜 0:00 - 0:40（水曜深夜） | 同時ネット |                                  |
| 愛知県         | テレビ愛知     | テレビ東京系列                | 木曜 0:00 - 0:40（水曜深夜） | 同時ネット |                                  |
| 北海道         | テレビ北海道   | テレビ東京系列                | 木曜 0:00 - 0:40（水曜深夜） | 同時ネット |                                  |
| 岡山県・香川県 | テレビせとうち | テレビ東京系列                | 木曜 0:00 - 0:40（水曜深夜） | 同時ネット |                                  |
| 福岡県         | TVQ九州放送    | テレビ東京系列                | 木曜 0:00 - 0:40（水曜深夜） | 同時ネット |                                  |
| 和歌山県       | テレビ和歌山   | 独立局                        | 木曜 0:00 - 0:40（水曜深夜） | 同時ネット |                                  |
| 滋賀県         | びわ湖放送     | 独立局                        | 木曜 0:00 - 0:42（水曜深夜） | 同時ネット | 『ゲキカラドウ』までは遅れネット |
| 日本全域       | BSテレ東（2K） | テレビ東京系列 BSデジタル放送 | 月曜 0:35 - 1:15（日曜深夜） | 遅れネット |                                  |
| 日本全域       | BSテレ東4K     | テレビ東京系列 BSデジタル放送 | 月曜 0:35 - 1:15（日曜深夜） | 遅れネット | 4Kアップコンバートで放送         |

その他放送実績
- 死役所 - IBC岩手放送、南日本放送、青森テレビ（以上TBS系）、大分朝日放送、東日本放送（以上テレビ朝日系）、奈良テレビ（独立局）
- 僕はどこから - 奈良テレビ（独立局）
- レンタルなんもしない人 - 中国放送、東北放送（以上TBS系）、青森朝日放送（テレビ朝日系）奈良テレビ(独立局)
- メンズ校 - IBC岩手放送（TBS系）、奈良テレビ（独立局）

## ネット配信
- 有料配信 - ひかりTV、Paravi

テレ東系での本放送終了後から最新話が定額見放題で配信され、アーカイブも視聴可能。
- 広告付き無料配信 - ネットもテレ東（TVer、GYAO!）

テレ東での本放送終了後に最新回が、次回放送日まで1週間配信。